# لؤي الجهني
لؤي دخيل الله الجهني مواليد 18 نوفمبر 2000 في السعودية، هو لاعب كرة قدم سعودي يلعب لنادي القيصومة معار من نادي الفتح.

## مسيرة اللاعب
لعب في الفئات السنية في نادي أحد و وقع مطلع عام 2022 مع نادي الفتح و أعير إلى نادي نجران ونادي القيصومة.